# Matjaž Smodiš
Matjaž Smodiš es un exjugador de baloncesto esloveno nacido el 13 de diciembre de 1979 en Trbovlje, Eslovenia. Mide 2'05 metros y jugaba habitualmente en la posición de pívot.

## Carrera
Smodiš empezó a jugar en el Krka Novo Mesto de la liga eslovena. Posteriormente jugó durante cinco temporadas en Bolonia, tres en la Virtus Bologna y dos en el Fortitudo Bologna desde el cual llegó al CSKA Moscú, donde se ha consolidado como uno de los mejores jugadores de Europa.
En 2010 la carrera de un clásico del basket del Viejo Continente comienza a languidecer. Las lesiones han hecho que el ala-pívot esloveno no haya sido en los últimos años el que fue hace un lustro, es decir uno de los mejores jugadores del basket europeo. 
En 2011 tras anunciarse su salida de CSKA, Smodis recalará en el Cedevita croata, equipo con el que firma por una temporada. En el KK Cedevita coincidirá con el base estrella Dontaye Draper y el ex Bizkaia Bilbao Basket Chris Warren. Sin duda, un proyecto ambicioso la de este equipo de Zagreb.

## Trayectoria
- 1994-2000 Krka Novo Mesto
- 2000-2003 Virtus Bologna
- 2003-2005 Fortitudo Bologna
- 2005-2011 CSKA Moscú
- 2011-2012 KK Cedevita
- 2012-2013 Krka Novo Mesto

## Selección nacional de Eslovenia
Con la selección de Eslovenia ha participado en varias competiciones, como el Eurobasket 1999, el Eurobasket 2001, el Eurobasket 2007, Eurobasket 2009 y el Eurobasket 2011. Aunque Eslovenia siempre ha tenido equipos muy potentes, nunca ha conseguido ningún metal en competición oficial, en esos años (Eurobasket 2017).

## Palmarés
- Liga eslovena: 1

Krka Novo Mesto: 2000
- LEGA: 2

Virtus Bologna: 1 (2001)
Fortitudo Bologna: 1 (2005)
- Copa de  Italia: 2

Virtus Bologna: 2001, 2002
- Liga rusa: 4

PBC CSKA Moscú: 2006, 2007, 2008, 2009
- Copa de Rusia: 2

PBC CSKA Moscú: 2006, 2007
- Euroliga: 3

Virtus Bologna: 2001
PBC CSKA Moscú: 2006, 2008
- VTB United League

PBC CSKA Moscú:2008